# Sorry Doesn’t Always Make It Right
«Sorry Doesn’t Always Make It Right» (с англ. — «„Прости“ не всегда может это исправить») — песня, записанная американской певицей Дайаной Росс в 1975 году. Авторами песни стали Пэм Сойер и Майкл Массер, последний также продюсировал запись.
Песня была выпущена в качестве сингла в феврале 1975 года с «Together» на обратной стороне. И хотя сингл не вошёл ни в «горячую сотню», ни в чарт Hot Soul Singles, однако в США и Канаде он смог попасть в первую двадцатку чартов, ориентированных на жанр adult contemporary, а в Великобритании он поднялся до 23-го места в официальном чарте синглов.
В 1978 году песня была включена в альбом Ross.

## Отзывы критиков
В журнале Billboard поместили сингл в раздел рекомендуемых к прослушиванию. Рецензент журнала Cash Box написал: «Высокий, красивый, неземной голос Дайаны Росс не слишком долго украшал чарты, но с этой балладой с кантри-оттенком всё обязательно изменится. Прекрасно выполненная постановка, в которой струны красиво связывают всё воедино, это хит». В другой рецензии Cash Box призвали всех любителей кантри послушать супер-талантливую чувствительную балладу о трагичной любви. Сью Байром из журнала Record Mirror отметила, что это, как всегда, красиво спетый, с отличной аранжировкой приятный номер, и пусть не самая сильная вещь с точки зрения чартов, но это не умаляет её привлекательности. В журнале Record World заявили: «Услышав песню один раз, вы всегда будете говорить, что это высший класс».

## Список композиций
7" сингл
A. «Sorry Doesn’t Always Make It Right» — 3:29
B. «Together» — 3:14

## Чарты
| Чарт (1975)                             | Высшая позиция |
| --------------------------------------- | -------------- |
| Великобритания (British Top 50 Singles) | 23             |
| Канада (RPM Top 100 Singles)            | 75             |
| Канада (RPM Top Pop Music Playlist)     | 15             |
| Новая Зеландия (RMNZ)                   | 16             |
| США (Billboard Top Easy Listening)      | 17             |
| США (Cash Box Top 100 Singles)          | 30             |
| США (Record World The Singles Chart)    | 122            |

## Кавер-версии
- Вокальная группа Gladys Knight & the Pips записала свою версию песни для альбома The One and Only 1978 года, продюсером также выступил Майкл Массер. Песня заняла 24-юпозицию в чарте Hot Soul Singles[15].